# L'ultima battaglia (Lewis)
L'ultima battaglia (The Last Battle) è il romanzo finale della saga de Le cronache di Narnia  di C. S. Lewis e rappresenta idealmente una trasposizione per ragazzi dei concetti esposti nell'Apocalisse di Giovanni. Lewis è stato insignito della Carnegie Medal per questo libro nel 1956. 

## Trama
TERRA : anno 1949 NARNIA : anno 2555 La storia comincia durante il regno dell'ultimo re di Narnia, Tirian, pronipote di Caspian X. Nelle regioni settentrionali del paese la scimmia parlante Cambio persuade l'ingenuo asino Enigma ad indossare una pelle di leone e lo presenta agli altri Narniani come il grande Aslan. Spacciandosi per portavoce del Grande Leone, Cambio rivendica la sovranità sul regno, iniziando ad accumulare ricchezze e vestirsi come un umano. A sostenerlo giunge da Calormen un'armata guidata da Rishda Tarkaan, e Cambio e i suoi seguaci, sostenendo che Aslan in verità sia solo un nome diverso per chiamare Tash, la sanguinaria divinità venerata dai Calormeniani, proclamano che sia la volontà del Grande Leone di sottomettersi agli invasori. Coloro che mettono in dubbio tali parole vengono invitati ad entrare in una grande stalla, ove "Tashlan" risiederebbe, e vederlo da vicino; ma ivi essi vengono assassinati di soppiatto da un uomo del Tarkaan. A tutto ciò tentano invano di opporsi re Tirian e alcuni suoi fedeli, fra cui l'unicorno Diamante, il nano Poggin e l'aquila Alidifuoco; giungono poi in loro soccorso dalla Londra contemporanea Jill Poole e Eustachio Scrubb. Ma quantunque pure Enigma, comprendendo il disastro provocato, passi dalla parte di Tirian, il danno sembra ormai irrimediabile: molti Narniani continuano a credere alle bugie di Cambio e nella lotta si schierano con i Calormeniani, altri invece perdono completamente la fiducia in Aslan e lo rinnegano. Fra questi ultimi vi sono i nani, che decidono una volta per tutte di staccarsi dalle altre razze di Narnia e preoccuparsi da lì in poi solo di sé stessi. Solo alcuni, come il nano Poggin, tengono viva la speranza scegliendo di schierarsi con il Re Tirian.
La situazione precipita sempre di più: mentre viene avvistato in carne ed ossa il mostruoso Tash, inavvertitamente richiamato da Cambio, la battaglia volge a favore dei Calormeniani. Per sbarazzarsi dei ribelli, Rishda Tarkaan li spinge ad entrare nella stalla dove a suo dire si troverebbe Tashlan in persona, per farli assassinare dal suo uomo, ma lì ad aspettarli c'è il vero Tash, il quale si avventa prima su Cambio, che viene infine divorato, e poi sul Tarkaan, che nello scontro con Tirian lo aveva afferrato e trascinato con sé nella stalla. Alla vista del vero Tash, il quale domanda perché fosse stato invocato, l'uomo cade nel più totale terrore, al che la divinità dei Calormeniani lo afferra e lo porta via con sé.
Infine, quando si rivolge verso Tirian, il mostro viene fermato dall'apparizione degli "Amici di Narnia" (i protagonisti dei precedenti libri della saga), che lo costringono ad abbandonare il campo con i suoi seguaci. All'interno della stalla vi è poi una piccola porta, che si apre su una vasta e rigogliosa pianura, a cui poco dopo sopraggiunge anche Aslan stesso. Tutti i ragazzi accarezzano e abbracciano quindi il grande leone, felici per averlo finalmente rivisto. Aslan si rivolge infine a Tirian, elogiandolo per avere combattuto valorosamente fino alla fine a difesa di Narnia. Lucy chiede ad Aslan se possa fare qualcosa per il gruppo di nani anch'essi presenti lì con loro, ma come in uno stato di trance. Il leone fa comparire un tavolo pieno di delizie davanti ai nani, ma essi vi sentono solo il sapore di marcio e fetido. I nani sono ancora convinti di essere dentro al fienile e, avendo perso la fiducia, rifiutano di farsi aiutare, temendo di farsi imbrogliare di nuovo; si sono pertanto creati una prigione nella propria testa e saranno costretti a rimanervi fino a quando non avranno ritrovato la speranza. I ragazzi chiedono infine ad Aslan di guarire Narnia, ma egli ammette desolato che nemmeno lui può rimediare al male compiuto, se i Narniani hanno smesso di credere. Dà quindi inizio all'apocalisse sulla sua terra: la vegetazione viene distrutta da draghi ed enormi lucertole, Padre Tempo fa cadere gli astri dal cielo, che atterranno sulla terra illuminandola, e congela il mondo. Tutti gli abitanti di Narnia vengono giudicati: i buoni entrano nella stalla e si disperdono nell'enorme giardino al suo interno, mentre i cattivi vengono inviati nelle tenebre; tra questi, gli animali vengono privati della parola, tornando ad essere semplici animali selvatici.
Aslan invita gli Amici di Narnia a guardare al "cuore delle cose", quindi li fa entrare in un altro mondo identico a Narnia, che risulta essere la "vera Narnia", di cui la precedente era solo l'ombra, imperfetta e corruttibile. Avanzando, gli amici rincontrano anche svariati personaggi delle precedenti avventure, morti da secoli, e Aslan rivela che anche loro resteranno lì per sempre, giacché sulla Terra essi sono tutti morti a causa di un incidente ferroviario. Quel luogo quindi è lo spirito e il cuore dei mondi. Infine Aslan perde l'aspetto di leone, e la serie finisce con la rivelazione che questo era solo l'inizio della vera storia, "che continua per sempre e in cui ogni capitolo è migliore di quello venuto prima di esso".

## Riferimenti ad altre opere
Come anche gli altri libri della saga, L'ultima battaglia contiene svariate allegorie cristiane, reinterpretate e adattate in un contesto fantasy per ragazzi. Qui in particolare la trama di fondo riporta molti temi e immagini dell'Apocalisse di San Giovanni:
- l'asino Enigma, camuffato come Aslan, è una versione più ingenua della Bestia del mare, in più sembra ispirato alla favola di Esopo L'asino nella pelle del leone;
- la scimmia Cambio, che si fa passare per portavoce di Aslan e inganna i Narniani allo scopo di assoggettarli, fa riferimento al Falso Profeta e all'Anticristo;
- la lotta tra il fedele Tirian e gli Amici di Narnia contro i seguaci di "Tashlan" allude alla Battaglia di Armagheddon;
- ancor più esplicitamente, Aslan che fa distruggere Narnia e separa le creature buone da quelle cattive sono riferimenti alla fine del mondo e al Giudizio universale;
- la "vera Narnia", aperta alla fine del libro ai fedeli di Aslan, ancorché sembri citare il Mito della caverna di Platone, è la Gerusalemme celeste e il Paradiso.

## Edizioni
- C. S. Lewis, L'ultima battaglia, traduzione di Chiara Belliti, Arnoldo Mondadori Editore.